# Elaeocarpus womersleyi
Elaeocarpus womersleyi är en tvåhjärtbladig växtart som beskrevs av Weibel. Elaeocarpus womersleyi ingår i släktet Elaeocarpus och familjen Elaeocarpaceae. Inga underarter finns listade i Catalogue of Life.